# Courrendlin
Courrendlin (hist. Rennendorf) − miejscowość i gmina w Szwajcarii, w kantonie Jura, w okręgu Delémont. 1 stycznia 2019 do gminy przyłączono gminy Rebeuvelier i Vellerat.

## Demografia
W Courrendlin mieszka 3686 osób. W 2020 roku 21,4% populacji gminy stanowiły osoby urodzone poza Szwajcarią. 

## Współpraca
Miejscowość partnerska:
- Voeren, Belgia

## Transport
Przez teren gminy przebiegają autostrada A16 oraz droga główna nr 6. 